# Incidente di Huanggutun
L'incidente di Huanggutun (in cinese: 皇姑屯事件S, Huánggū Tún ShìjiànP; in giapponese:  incidente dell'assassinio di Zhang Zuolin (張作霖爆殺事件?, Chosakurin bakusatsu jiken)) fu l'assassinio del signore della guerra fengtiano Zhang Zuolin vicino Shenyang il 4 giugno 1928.
Zhang venne ucciso quando il suo treno personale venne distrutto da un'esplosione alla stazione ferroviaria di Huanggutun, pianificata e commessa dall'Armata del Kwantung dell'Esercito imperiale giapponese. La morte di Zhang ebbe esiti indesiderabili per i giapponesi, che speravano di far avanzare i loro interessi in Manciuria durante il periodo dei signori della guerra, e venne nascosta in Giappone come "Un certo incidente importante in Manciuria" (満州某重大事件?, Manshu bou judai jiken). L'incidente di Huanggutun ritardò l'invasione giapponese della Manciuria per diversi anni fino all'incidente di Mukden nel 1931.

## Antefatti
A seguito della rivoluzione Xinhai del 1911, la Cina si dissolse in una devoluzione spontanea, con le autorità locali e i leader militari che assunsero il controllo indipendentemente dal controllo del debole governo centrale. Dopo la morte di Yuan Shikai nel 1916, nella Cina settentrionale l'Armata Beiyang, privata di buona parte della sua potenza, contemplava varie fazioni. Zhang Zuolin, il leader della cricca del Fengtian, era uno dei più potenti signori della guerra e riuscì a prendere il controllo delle nove province nord-orientali della Manciuria.
Al momento del Primo Fronte Unito nel 1924, il supporto straniero in Cina era generalmente diviso come segue:
- Cricca del Fengtian (Zhang Zuolin) - Giappone
- Cricca di Zhili - paesi europei e Stati Uniti
- Kuomintang - Unione Sovietica

Il supporto estero alla cricca del Fengtian veniva dal Giappone, che aveva già maturato interessi economici e politici nella regione dalla fine della guerra russo-giapponese ed era interessato allo sfruttamento delle risorse naturali, in gran parte non sfruttate, della regione. L'Armata del Kwantung, stanziata nella Concessione del Kwantung, aveva anche la responsabilità della salvaguardia della Ferrovia della Manciuria meridionale e quindi aveva truppe dislocate in Manciuria, che fornivano sostegno materiale e logistico alla cricca del Fengtian. La cooperazione inizialmente lavorò a reciproco vantaggio di entrambe le parti. Zhang fornì sicurezza alla ferrovia e agli interessi economici giapponesi, sopprimendo l'endemico problema del banditismo della Manciuria e consentendo ampi investimenti giapponesi. L'Esercito imperiale giapponese assistette Zhang nelle due guerre tra Zhili e Fengtian, compresa la soppressione della rivolta anti-Fengtian da parte del generale Guo Songling (un vecchio leader della cricca Fengtian). Tuttavia, Zhang aveva bisogno dell'aiuto del Giappone solo per consolidare ed espandere il suo territorio, mentre il Giappone immaginava un futuro di occupazione congiunta della Manciuria con Zhang. Dopo che Zhang ebbe raggiunto i propri obiettivi, cercò di migliorare le relazioni con gli Stati Uniti e il Regno Unito, permettendo ad entrambi i paesi l'accesso aperto al commercio, agli investimenti e alle opportunità economiche in Manciuria, che aveva in precedenza consentito solo ai giapponesi.
Questo cambiamento nella politica avvenne in un momento in cui il Giappone era nel bel mezzo di una grave crisi economica, causata dal grande terremoto del Kanto e dalle depressioni economiche successive, e causò sia allarme che irritazione nella leadership dell'Armata del Kwantung. La situazione si complicò ulteriormente a causa del successo della Spedizione del Nord dell'Esercito Rivoluzionario Nazionale guidato da Chiang Kai-shek, con la quale il Kuomintang sconfisse con successo Sun Chuanfang, Wu Peifu, altri signori della guerra della Fazione Settentrionale e lo stesso governo di Pechino controllato da Zhang Zuolin. L'esercito nazionalista sembrava pronto a ristabilire il suo dominio sulla Manciuria, che era ancora ufficialmente rivendicata come parte della Repubblica di Cina.
I nazionalisti, i comunisti ed altri elementi della Spedizione del Nord erano sostenuti dall'Unione Sovietica, che già aveva creato governi fantoccio nella vicina Mongolia e a Tannu Tuva.
I giapponesi pensavano che far cadere la Manciuria o sotto la dominazione sovietica o sotto quella nazionalista era strategicamente inaccettabile e Zhang Zuolin non appariva più affidabile come alleato in grado di mantenere una Manciuria de facto indipendente. Il Giappone aveva bisogno di un contesto per stabilire efficacemente il controllo sulla Manciuria senza combattere o senza l'intervento straniero e credeva di dividere la cricca del Fengtian tramite la sostituzione di Zhang con un leader più cooperativo.

## Eventi

### L'esplosione

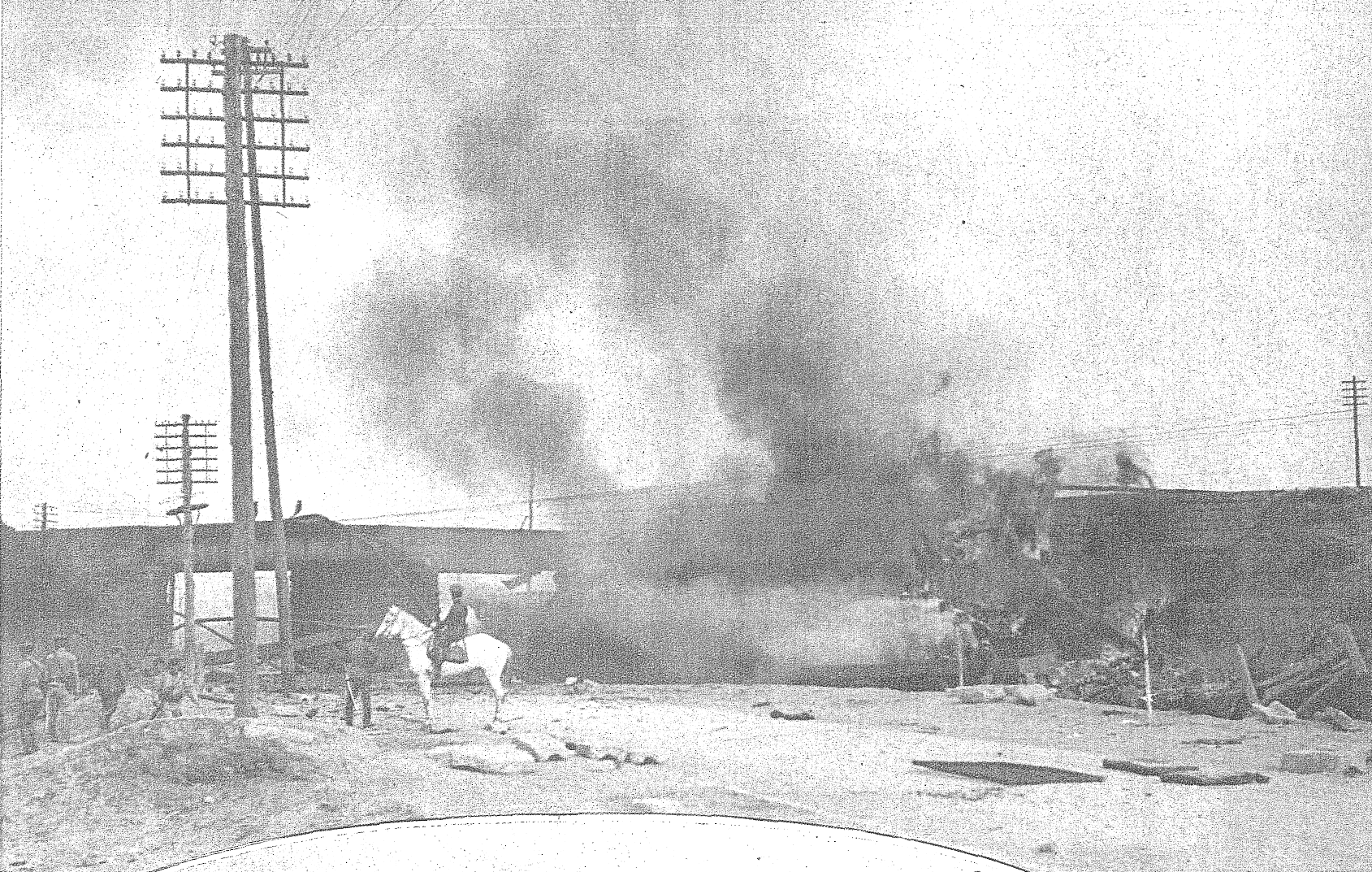
Assassinio di Zhang Zuolin,4 giugno 1928

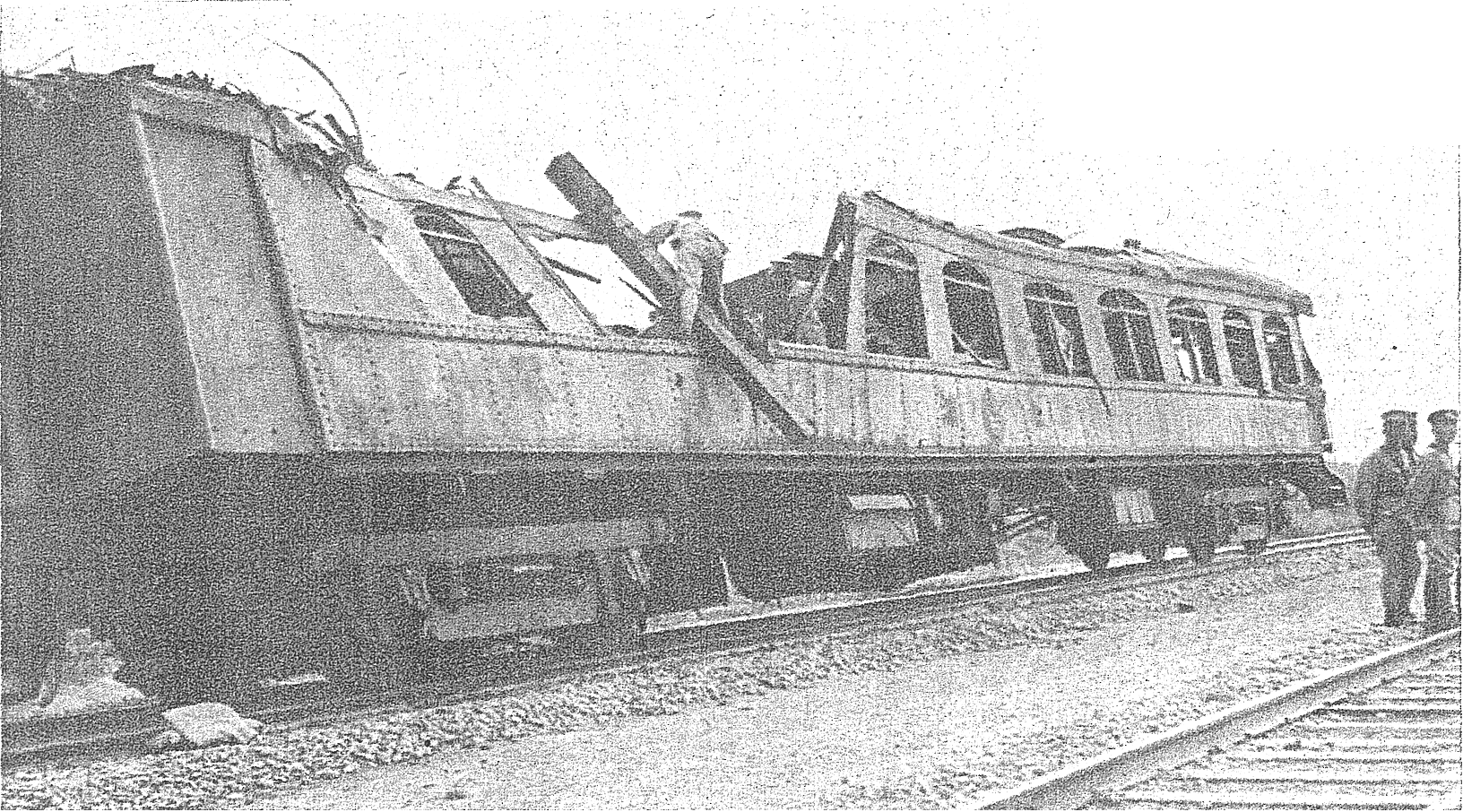
Il relitto del vagone bar di Zhang Zuelin

Zhang lasciò Pechino per andare a Shenyang in treno nella notte del 3 giugno del 1928. Il treno viaggiò lungo la ferrovia di Jingfeng, una linea pesantemente pattugliata dalle sue stesse truppe. L'unica posizione lungo la ferrovia che non era sotto il controllo di Zhang era un ponte diversi chilometri ad est della stazione ferroviaria di Huanggutun alla periferia di Shenyang, dove la ferrovia della Manciuria meridionale incrociava la ferrovia di Jingfeng.
Il colonnello Daisaku Kōmoto, un giovane ufficiale dell'Armata del Kwantung, ritenne che l'assassinio di Zhang sarebbe stato il modo più rapido per sostituirlo con un nuovo leader più favorevole alle richieste giapponesi e pianificò un'operazione senza ordini diretti da Tokyo. L'esperto giapponese della Cina Tōichi Sasaki affermò di aver dato a Kōmoto questa idea. Un suo subordinato, il capitano Kaneo Tōmiya, venne incaricato dell'esecuzione del piano. La bomba venne piazzata sul ponte dal tenente geniere Sadatoshi Fujii. Quando il treno di Zhang passò sul ponte alle 5:23 del 4 giugno 1928, la bomba esplose. Molti degli ufficiali di Zhang, compreso Wu Junsheng (吳俊升), governatore della provincia di Heilongjiang, morirono immediatamente. Zhang venne ferito gravemente e trasferito a casa sua a Shenyang, dove morì diverse ore più tardi.

### Le conseguenze
Al momento dell'assassinio, l'Armata del Kwantung era già nel processo di preparazione di Yang Yuting (楊宇霆), un alto generale della cricca del Fengtian, come successore di Zhang. Tuttavia, l'effettivo assassinio prese alla sprovvista anche la leadership del Kwantung, dato che le truppe non vennero mobilitate e l'Armata del Kwantung non poté trarre alcun vantaggio, incolpando dell'attentato i nemici cinesi di Zhang e usando l'incidente come un casus belli per un intervento militare giapponese. Invece l'incidente venne sonoramente condannato sia dalla comunità internazionale che dalle autorità militari e civili di Tokyo stessa. L'effetto maggiore fu che, invece di Yuting, ad emergere come leader della cricca del Fengtian e successore dell'assassinato fu lo stesso figlio di Zhang Zuolin, Zhang Xueliang.

## Effetti
Il giovane Zhang, al fine di evitare qualsiasi conflitto con il Giappone e il caos che avrebbe potuto provocare una risposta militare giapponese, non accusò direttamente il Giappone di complicità nell'omicidio di suo padre, ma invece effettuò una politica di riconciliazione cordiale con il governo nazionalista di Chiang Kai-shek, che lo riconobbe come governatore della Manciuria, invece del generale Yang Yuting. L'assassinio indebolì quindi notevolmente la posizione politica del Giappone in Manciuria.
Inoltre, l'assassinio, che venne condotto da ufficiali di basso rango, non aveva avuto il consenso dello Stato Maggiore dell'Esercito imperiale giapponese o del governo civile. L'imperatore Hirohito criticò aspramente l'evento e, infine, congedò il primo ministro Tanaka Giichi per la sua incapacità di arrestare e perseguire i cospiratori dell'incidente, anche se in privato accettò le argomentazioni del militare che quella misura sarebbe stata svantaggiosa per la politica militare ed estera del Giappone.
Al fine di raggiungere i suoi obiettivi in Manciuria, l'Armata del Kwantung venne costretta ad aspettare diversi anni prima di creare un altro incidente per giustificare l'invasione della Manciuria e la successiva creazione dello stato fantoccio del Manciukuò governato da Pu Yi.